# Aegialites saintgeorgensis
Aegialites saintgeorgensis és una espècie de coleòpter de la família Salpingidae.

## Distribució geogràfica
Es troba a Alaska (EUA).